# Odorek
Odorek (Palomena) – rodzaj pluskwiaków z podrzędu różnoskrzydłych i rodziny tarczówkowatych.
Pluskwiaki o ciele z wierzchu ubarwionym zielono lub oliwkowo, często z odcieniem czerwonym lub brązowym, które pojawiają się zwłaszcza jesienią. Gatunki występujące w Polsce osiągają od 9 do 14,5 mm długości. Punktowanie wierzchu ciała jest gęste i czarne. Płaska głowa pozbawiona jest niepunktowanego, podłużnego żeberka na nadustku. Tarczka jest jednobarwna, co najwyżej na tylnej krawędzi nieco rozjaśniona. Przed biodrami odnóży przedniej pary nie występują płytkowate rozszerzenia spodu przedtułowia. Na śródpiersiu, między biodrami odnóży leży żebro, natomiast brak tam bruzdy. Nasady szwów pleuralnych wszystkich sternitów tułowia pozbawione są czarnych plamek. Na pleurytach zatułowia, w oddaleniu od bioder wyraźnie widać ujścia gruczołów zapachowych zaopatrzone w długie, zwężające się ku końcom kanały wyprowadzające. Otoczenie owych ujść jest matowe wskutek pomarszczenia i pobrużdżenia. Odwłok ma trzeci sternit pozbawiony skierowanego do przodu wyrostka. Zieloną listewkę brzeżną odwłoka pokrywa niemal równomierne, czarne punktowanie.
Rodzaj palearktyczny, w Europie reprezentowany przez 3 gatunki, z których w Polsce stwierdzono 2: o. jednobarwka i o. zieleniaka.
Takson ten został wprowadzony w 1866 roku przez Martiala Étienne’a Mulsanta i Claudiusa Reya. Obejmuje 20 opisanych gatunków, w tym:
- Palomena angulata (Puton, 1871)
- Palomena angulosa (Motschulsky, 1861)
- Palomena assamensis Zheng & Ling, 1989
- Palomena balakotensis Zaidi & Ahmad, 1991
- Palomena chapana (Distant, 1921)
- Palomena formosa Vidal, 1939
- Palomena hsiaoi Zheng & Ling, 1989
- Palomena hunanensis Lin & Zhang, 1992
- Palomena indica Zheng & Ling, 1989
- Palomena limbata Jakovlev, 1904
- Palomena mursili Linnavuori, 1984
- Palomena prasina (Linnaeus, 1761) – odorek zieleniak
- Palomena reuteri Distant, 1879
- Palomena rubricornis Scott, 1874
- †Palomena serresi Meunier, 1915
- Palomena similis Zheng & Ling, 1989
- Palomena spinosa Distant, 1880
- Palomena tibetana Zheng & Ling, 1989
- Palomena unicolorella Kirkaldy, 1909
- Palomena viridissima (Poda, 1761) – odorek jednobarwek